# Calvert Beach-Long Beach
Calvert Beach-Long Beach és una concentració de població designada pel cens dels Estats Units a l'estat de Maryland. Segons el cens del 2000 tenia 2.487 habitants.

## Demografia
Segons el cens del 2000, Calvert Beach-Long Beach tenia 2.487 habitants, 864 habitatges, i 672 famílies. La densitat de població era de 378 habitants per km².
Dels 864 habitatges en un 44% hi vivien nens de menys de 18 anys, en un 64,5% hi vivien parelles casades, en un 8,9% dones solteres, i en un 22,2% no eren unitats familiars. En el 17% dels habitatges hi vivien persones soles el 4,5% de les quals corresponia a persones de 65 anys o més que vivien soles. El nombre mitjà de persones vivint en cada habitatge era de 2,87 i el nombre mitjà de persones que vivien en cada família era de 3,23.
Per edats la població es repartia de la següent manera: un 30,9% tenia menys de 18 anys, un 6% entre 18 i 24, un 35,2% entre 25 i 44, un 21,1% de 45 a 60 i un 6,8% 65 anys o més.
L'edat mediana era de 34 anys. Per cada 100 dones de 18 o més anys hi havia 95,7 homes.
La renda mediana per habitatge era de 63.262 $ i la renda mediana per família de 67.169 $. Els homes tenien una renda mediana de 50.294 $ mentre que les dones 28.698 $. La renda per capita de la població era de 23.981 $. Entorn del 0,8% de les famílies i l'1,2% de la població estaven per davall del llindar de pobresa.

## Poblacions més properes
El següent diagrama mostra les poblacions més properes.